# Charlotte Bunch
Charlotte Bunch   (Carolina del Nord, 13 d'octubre de 1944) és una escriptora feminista estatunidenca, activista pels drets de les dones i pels drets humans. Charlotte Bunch és directora, fundadora i professora del Centre per al Lideratge Global de les Dones de la Universitat Rutgers de New Brunswick, a Nova Jersey. També és professora del Departament d'Estudis de les Dones i de Gènere de la mateixa universitat.

## Biografia
Charlotte Bunch, filla de Marjorie Adelaide King i de Charles Pardue Bunch, nasqué a West Jefferson, a Carolina del Nord. Aquest any, la família es traslladà a Artesia, a Nou Mèxic. Hi assistí a escoles públiques abans de matricular-se en la Universitat Duke al 1962.
S'especialitzà en Història en la Universitat Duke i es llicencià magna cum laude al 1966. Ha participat en moltes associacions, com ara en l'Associació Cristiana de Dones Joves i en el Moviment Estudiantil Metodista. Després, però, se separà del cristianisme a causa de l'homofòbia de la religió.
Ha estat molt activa en moviments polítics durant dècades i és obertament lesbiana.

## Carrera professional
Poc després de graduar-se en la Universitat Duke, Charlotte Bunch fou delegada juvenil en la Conferència sobre Església i Societat del Consell Mundial d'Esglésies de Ginebra, a Suïssa. Aquest mateix any esdevingué presidenta del Moviment Cristià Universitari de Washington DC durant un any.
Més tard, fou becària de l'Institut d'Estudis Polítics de Washington, DC, i fundà la publicació Women's Liberation and Quest: A Feminist Quarterly.
Inspirant-se en el nacionalisme negre, Charlotte Bunch participà en la fundació de The Furies Collective, un grup que publicà un periòdic, The Furies, al gener del 1972. L'objectiu n'era donar veu al separatisme lèsbic. Si bé el col·lectiu només sobrevisqué un any, la llar del Col·lectiu Fúries més tard fou nomenada la primera fita històrica relacionada amb lesbianes de Washington DC i esdevingué el primer lloc lèsbic en el Registre Nacional de Llocs Històrics.
El 1977, Bunch s'associà a l'Institut de Dones per a la Llibertat de Premsa (WIFP), que és una organització editorial estatunidenca sense afany de lucre. L'organització treballa per a augmentar la comunicació entre dones i connectar el públic amb mitjans de comunicació feministes. Charlotte Bunch feu molts tallers i conferències internacionals i, del 1979 al 1980, fou consultora de la secretaria de la Conferència Mundial per a la Dècada de les Nacions Unides sobre les Dones, organitzada pel WIFP.
Al 1989, fundà el Centre per al Lideratge Global de les Dones en el Douglass College, en la Universitat Rutgers, del qual encara és directora i professora. Radhika Balakrishnan la hi va succeir com a directora executiva al setembre del 2009.
El Centre per al Lideratge Global de les Dones (CWGL) pressionà les Nacions Unides perquè considerassen els drets de les dones com una qüestió de drets humans. CWGL és un component de la Campanya de Reforma de l'Arquitectura d'Igualtat de Gènere (GEAR), que treballa per una nova Entitat de Gènere de les Nacions Unides, per la igualtat per a totes les dones del món. Bunch fou una veu important en aquesta campanya. L'Entitat de Gènere finalment es creà el 2 de juliol del 2010, i s'anomena ONU Dones.
En el simposi del vinté aniversari, el 6 de març del 2010, en què s'exposaren panells de discussió sobre cossos, economia i moviments, CWGL feu un homenatge a la seua fundadora, Charlotte Bunch, que en passà a treballar com a directora fundadora i professora principal. S'hi exhibí un breu avanç del documental Passionate Politics: The Life & Work of Charlotte Bunch (2011), dirigit per Tami Gold, que relata el compromís personal i polític de tota la vida de Charlotte Bunch amb els drets humans de les dones.
El Centre per al Lideratge Global de les Dones creà el Fons Charlotte Bunch d'Oportunitats Estratègiques de Drets Humans de les Dones en reconeixement de la seua contribució al moviment mundial de drets humans de les dones.
Formà part de juntes directives en moltes organitzacions i és membre del Comité Assessor de la Divisió de Drets de les Dones d'Human Rights Watch i de les juntes directives del Fons Mundial per a les Dones i del Consell Internacional sobre Polítiques de Drets Humans. Ha sigut consultora de molts òrgans de Nacions Unides i treballà en el Comité Assessor per a l'Informe del 2006 del Secretariat General de l'Assemblea General sobre la Violència contra les Dones. Així mateix, donà suport a la Campanya per a l'Establiment d'una Assemblea Parlamentària de Nacions Unides, que fa campanya per la reforma democràtica en l'ONU.

## Premis i reconeixements

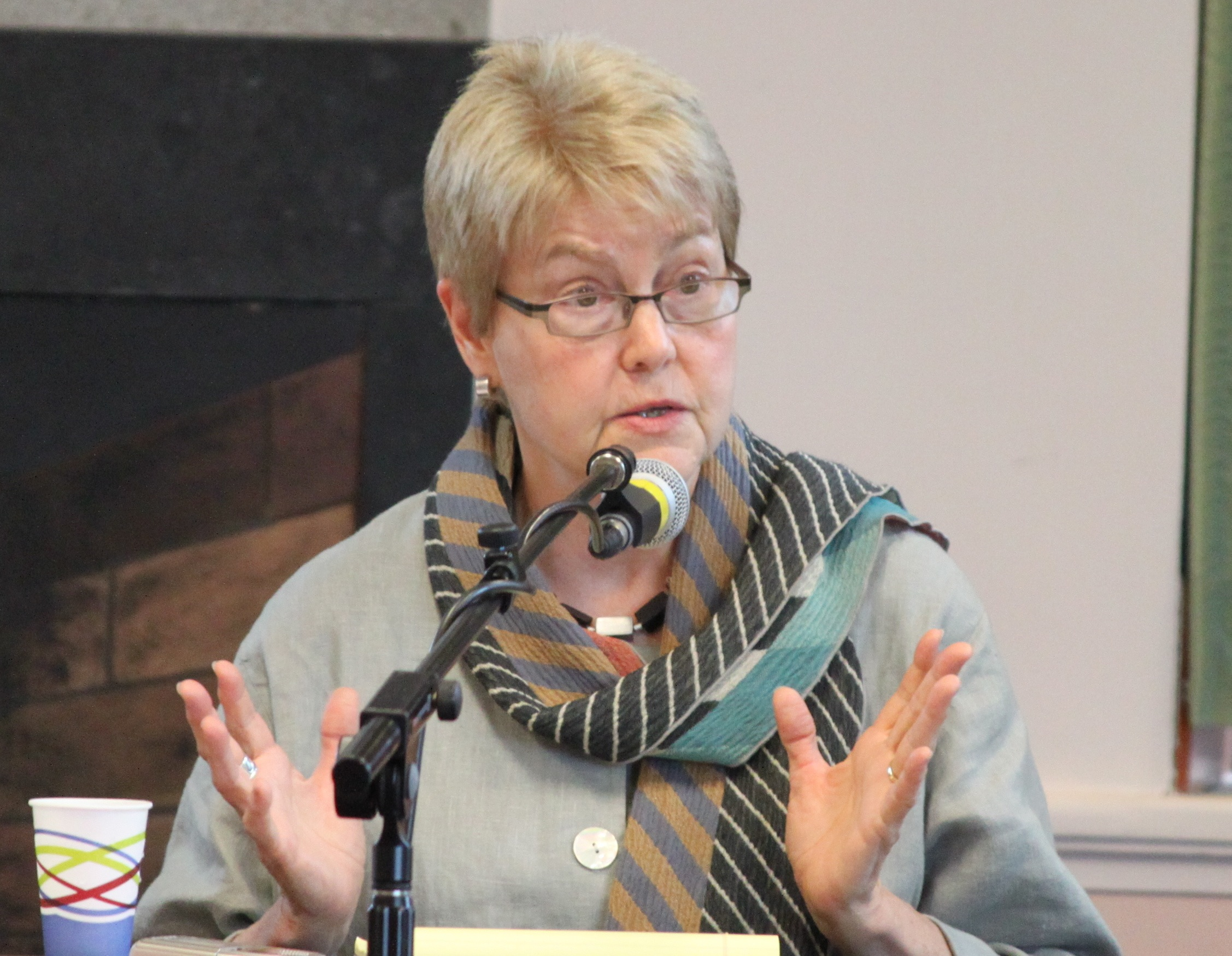
Charlotte Bunch al 2011

A l'octubre del 1996, la inclogueren en el Saló Nacional de la Fama de les Dones. Al desembre del 1999, el llavors president dels Estats Units, Bill Clinton, la seleccionà per al Premi Eleanor Roosevelt de Drets Humans. Ha rebut el Premi Dones que marquen la diferència del Consell Nacional de Recerca sobre les Dones al 2000, i fou considerada una de les "21 Dirigents per al segle XXI" per Women's eNews al 2002, i també rebé el "Consell de Trustees Awards for Excellence in Research" al 2006 en la Universitat Rutgers.
- Premi Joyce Warshow Lifetime Achievement Award 2008 SAGE (Serveis i defensa per a ancians LGBT)
- 2008 Rutgers College Classe de 1962 Premi Presidencial al Servei Públic Rutgers, Universitat Estatal de Nova Jersey
- 2007 Títol honorari de Doctora en Dret Universitat de Connecticut
- 2006 Premi de la Junta de Síndics a l'Excel·lència en Recerca Rutgers, Universitat Estatal de Nova Jersey
- 2004 Presidenta honorària del Dia de les Nacions Unides a Nova Jersey designada pel governador de Nova Jersey
- 2002 Junta de Governadors Professora de Servei Distingida Beneficiària Rutgers, Universitat Estatal de Nova Jersey
- 2002 Premi Dones que Marquen la Diferència, Fòrum Internacional de Dones
- 2002: 21 líders per a les notícies de dones del segle XXI
- 2001 Premi Spirit of American Women Girls Incorporated of Central Nova York
- 2000 Premi Dones que Marquen la Diferència, Consell Nacional de Recerques sobre les Dones
- 1999 Dones de l'Església Unides, Premi de Drets Humans
- 1999 Premi Eleanor Roosevelt de Drets Humans, president William Jefferson Clinton
- 1998 Premi de Reconeixement del Programa de Beques Hubert H. Humphrey al Centre per al Lideratge Global de les Dones, per part del Departament de Planificació Urbana i Desenvolupament de Polítiques, Universitat de Rutgers, Universitat Estatal de Nova Jersey
- Premi de 1997 en reconeixement del seu "treball educatiu i organitzatiu internacional en la lluita contra la violència contra les dones" al Centre per al Lideratge Global de les Dones, per al Centre per a l'Educació contra la Violència
- 1996 Inducció al Saló Nacional de la Fama de les Dones
- 1993 Feminista de l'Any al Centre per al Lideratge Global de les Dones per la Fundació Feminist Majority
- 1992 Premi Dona Enginyosa
- 1987 Premi Jessie Bernard Wise Woman, Centre d'Estudis de Polítiques de les Dones[23]

## Obres selectes
Bunch ha publicat moltes obres sobre els drets de les dones i els drets humans. Els articles de Charlotte Bunch es poden trobar a la Biblioteca Arthur i Elizabeth Schlesinger sobre la Història de les Dones a Amèrica, a l'Institut Radcliffe. Els seus articles del període de 1950–1988 es troben a la Biblioteca Schlesinger del Radcliffe College.

### Llibres
Llista parcial de títols publicats:
- A Broom of One's Own.  Washington: Washington Women's Liberation, 1970. OCLC 2292078.
- Lesbianism and the Women's Movement.  Baltimore, Md.: Diana Press, 1975. ISBN 978-0-884-47006-9. OCLC 1365238.
- Building Feminist Theory: Essays from QUEST, a Feminist Quarterly.  New York, N.Y.: Longman, 1981. ISBN 978-0-582-28210-0. OCLC 256686819.
- Feminism in the 80's: Facing Down the Right.  Denver, Colo.: Inkling Press, 1981. OCLC 9868505.
- Passionate Politics: Essays, 1968–1986: Feminist Theory in Action.  Nova York: St. Martin's Press, 1987. ISBN 978-0-312-00667-9. OCLC 15196697.
- Transforming the Faiths of our Fathers: Women who Changed American Religion.  Nova York: Palgrave Macmillan, 2004. ISBN 978-1403964601.
- Feminisme internacional: treball en xarxa contra l'esclavitud sexual femenina. Informe sobre el Taller Feminista Global contra el Tràfic de Dones, editat amb Barry i Castley. Nova York: Centro Tribú Internacional de la Dona, 1984. (També publicat en francès per Nouvelles Questions Feministes, París, 1985; i en espanyol per CIPAF, Santo Domingo, 1985.)

Llista selecta de més de 250 articles publicats:
- “Feminism, Peace, Human Rights, and Human Security”, Canadian Women's Studies/Les Cahiers de la Femme, Universitat de York, Canadà, número especial sobre “Dones i construcció de la pau”, Vol. 22, No. 2, 2003.
- “Drets humans i seguretat de les dones en l'era del terror”, Gens sagrat: les dones responen al fonamentalisme religiós i al terror, Betsy Reed (ed.), Nova York: Nation Books, 2002. (Versió més curta publicada com “Whose Security”, The Nation, Vol. 275, Número 9, 23 de setembre de 2002.)
- “Els drets humans en la intersecció de l'ètnia i el gènere”, Dones en la intersecció: drets, identitats i opressions indivisibles, Rita Raj amb Charlotte Bunch i Elmira Nazombe (eds.), NJ: Centre per al Lideratge Global de les Dones, 2002.
- “Lideratge de les dones: Per què hauria d'importar-te?” Power for What: National Dialogue on Educating Women for Leadership, NJ: Institute for Women's Leadership, No. 2, maig de 2002.
- “Els drets humans com a base per a una societat compassiva”, Cap a una societat compassiva, Mahnaz Afkhami (ed.), Washington, DC: Associació de Dones per a l'Aprenentatge, 2002.
- “Xarxes internacionals pels drets humans de les dones”, Global Citizen Action, Michael Edwards i John Gaventa (eds.), CO: Westview, 2001.
- “Els drets de les dones són drets humans després de l'11 de setembre”, en Lola Press: Revista Internacional Feminista, No. 16 de novembre de 2001 (també publicat en alemany en Leben Heist Frei Sein Dokumentation Internationaler Kongress, Berlín: Terre Des Femmes i Friedrich Ebert Stiftung, octubre de 2001).